# بروس كوان
بروس كوان (بالإنجليزية: Bruce Cowan)‏ هو فلاح وسياسي أسترالي، ولد في 15 يناير 1926 في تاري في أستراليا، وتوفي بنفس المكان في 7 أبريل 2011. حزبياً، نشط في الحزب الوطني الأسترالي. وقد انتخب عضو الجمعية التشريعية نيو ساوث ويلز عن دائرة Electoral district of Oxley ‏ (6 نوفمبر 1965 – 29 أغسطس 1980) وانتخب عضو مجلس النواب الأسترالي عن دائرة Division of Lyne ‏ (18 أكتوبر 1980 – 8 فبراير 1993) وانتخب Minister for Primary Industries ‏ (17 ديسمبر 1975 – 14 مايو 1976).